# 2100-ті
2100-ті роки — I десятиліття XXII століття нашої ери, включає роки з 2100 по 2109.

## Очікувані події

### 2100
- 14 березня 2100 року різниця між юліанським календарем («за старим стилем») і григоріанським календарем («за новим стилем») стане дорівнювати 14 дням (ця дата відповідає 29 лютого за юліанським календарем — дню, відсутньому у 2100 році за григоріанським календарем).
- Популяція імператорських пінгвінів може скоротитися на 95 відсотків до 2100 року внаслідок глобального потепління.[1]
- Очікується підвищення рівня Карибського моря на 86,36 см.[2]

### 2102
- 4 травня 2102 року буде суттєва імовірність зіткнення астероїда (144898) 2004 VD17[en] (виявлено 7 листопада 2004 року, ~500 метрів в довжину, і, вагою — сотні мільйонів тонн[3]) із Землею. Імовірність зіткнення, за розрахунками астрономів, дорівнює 1 до 63 000.